# Вишков (Чешка)
Вишков (чеш. Vyškov) град је у Чешкој Републици, у оквиру историјске покрајине Моравске. Вишков је пети по величини град управне јединице Јужноморавски крај, у оквиру којег је седиште засебног округа Вишков.

## Географија
Вишков се налази у југоисточном делу Чешке републике. Град је удаљен од 240 км југоисточно од главног града Прага, а од првог већег града, Брна, 35 км североисточно.
Град Вишков се налази у области средишње Моравске. Надморска висина града је око 250 м. Подручје око града је брговито.

## Историја
Подручје Вишкова било је насељено још у доба праисторије. Насеље под данашњим називом први пут се у писаним документима спомиње 1141. године, као тврђава, а насеље је 1248. године добило градска права. Вековима су главно становништво у граду били Немци. Из времена средњег века сачувано је доста грађевина.
1919. године Вишков је постао део новоосноване Чехословачке. После Другог светског рата месно немачко становништво је исељено у матицу. У време комунизма град је нагло индустријализован. После осамостаљења Чешке дошло је до опадања активности тешке индустрије и до проблема са преструктурирањем привреде.

## Становништво
Вишков данас има око 22.000 становника и последњих година број становника у граду стагнира. Поред Чеха у граду живе и Словаци и Роми.

## Партнерски градови
- Дебелн
- Јарослав
- Михаловце
- Вировитица
- Оранж

## Галерија
- Богородичин сабор
- Градска кућа
- Гимназија у Вишкову
- Соколски дом